# Felipe Colombo
Felipe Colombo Eguía (Ciudad de México, 8 de enero de 1983) es un actor, músico y conductor de radio y televisión mexicano nacionalizado argentino. Es conocido por su participación en las telenovelas Chiquititas y Rebelde Way y por formar parte de la banda de pop rock Erreway junto a Camila Bordonaba, Benjamín Rojas y Luisana Lopilato.

## Biografía
Felipe Colombo nació en Ciudad de México el 8 de enero de 1983. Es hijo del actor argentino Juan Carlos Colombo y de la actriz de teatro y vestuarista mexicana Patricia Eguía. Tiene una hermana mayor llamada Sol. Desde los cuatro años creció en los teatros por la profesión de sus padres.

## Carrera actoral
A los seis años comenzó a actuar en la obra infantil Entre todos sí se puede dirigida por su padre. Algunos de sus trabajos de teatro posteriores fueron El abuelo y yo, Momo (basada en la novela homónima de Michael Ende) (Premio Mejor Actor Infantil AMCT), Eduardo II de Christopher Marlowe y Los ladrones del tiempo de Michael Ende con dirección de Enrique Singer.
Comenzó su carrera en televisión en 1992, en las telenovelas El abuelo y yo, luego Ángeles sin paraíso. En 1994, fue parte del elenco en Agujetas de color de rosa (México), Chiquititas y en las películas mexicanas Cilantro y perejil y El Paje. 
De 1999 hasta 2001 participó de las 3 temporadas teatrales y de la serie infantojuvenil Chiquititas interpretando el personaje de Felipe Mejía; también en 2001 trabajó en su primera película en Argentina Chiquititas: Rincón de luz. En 2002 y 2003, trabajó en la serie juvenil Rebelde Way (producido por Cris Morena Group), interpretando a Manuel Aguirre; y también en teatro con Erreway. En 2004, actuó en la película Erreway: 4 caminos. En 2005, interpretó el papel principal masculino en la obra teatral El graduado, con la actriz Moria Casan. Al año siguiente participa junto a su padre en la obra teatral No te preocupes ojos azules, que ya se había hecho seis años antes en México. En 2005, integró el elenco de Doble vida, una serie erótico-policial emitida por el canal América TV. Ese mismo año participó en un capítulo Amor mío y al año siguiente participó del mismo capítulo y personaje para la versión mexicana de la misma. En 2006 participó en los episodios 13 ("Isabel, enfermera") y 20 ("Carmen, honrada") de la segunda temporada del unitario Mujeres asesinas. En 2007 participó en México en la película Cañitas y en TV formó parte del elenco de Son de fierro, en 2008 participó en Por amor a vos (en su primer papel como villano) y en 2009 también formó parte del elenco de Enseñame a vivir.
En 2011 participó de Herederos de una venganza. En 2012, debutó como conductor de televisión con un programa de viajes junto a la actriz Isabel Macedo llamado La vuelta al mundo. Además, actuó en varias películas: Matar a Videla, Cara de queso, El fantasma de Buenos Aires, Solos en la ciudad, Marea de Arena, entre otras y en la telenovela de Pol-ka sos mi hombre protagonizada por Luciano Castro y Celeste Cid.
Formó parte de la miniserie Inconsistente colectivo, emitido en 2013 por la Televisión pública argentina.
En 2014, volvió a la televisión para interpretar a Fidel en Mis amigos de siempre, novela protagonizada por Nicolás Cabré, Gonzalo Heredia, Nicolás Vázquez, Agustina Cherri, Emilia Attias y Calu Rivero.
En 2016 protagonizó la obra Cardenio bajo el personaje de Cardenio. La obra fue escrita originalmente por William Shakespeare y Jonh Fletcher.

## Carrera musical
Junto con la telenovela Rebelde Way surge la banda de pop-rock Erreway, integrada por Felipe junto a  Camila Bordonaba, Benjamín Rojas y Luisana Lopilato. En 2003, participó en la segunda temporada de la novela y la banda visitó cuatro países. La banda se separó a fines de 2004 y se reunió nuevamente en 2006 excepto Luisana Lopilato para realizar una gira por España. En 2007, hicieron un concierto en Valencia por el Sunny Happy Day y recibieron el disco de platino por las 80.000 copias vendidas de su álbum "Erreway, el disco de Rebelde way", que sólo fue editado en España. En 2010, formó una nueva banda, La Miss Tijuana con su amiga Camila Bordonaba y el entrenador vocal de Erreway, Willie Lorenzo. Describen a su música como vintage, con reminiscencias desérticas y ruteras. Desde el año 2013 al 2015, formó parte de la banda Roco junto a Benjamín Rojas y Willie Lorenzo.

## Vida personal
Recibió la educación primaria en la escuela Hermino Almendro y la educación secundaria la comenzó en el CIE sur en México, concluyéndola en Argentina en los colegios José Martí y San Francisco.
Desde 2007 está en pareja con la vestuarista Cecilia Coronado, con la que en 2009 tuvo una hija llamada Aurora.

Mantiene un vínculo de amistad con sus excompañeros de Erreway, Camila Bordonaba y Benjamín Rojas, quienes además son los padrinos de su hija.

## Filmografía

### Televisión
| Año       | Título                       | Personaje                                  |
| --------- | ---------------------------- | ------------------------------------------ |
| 1991-1992 | El abuelo y yo               | Felipín                                    |
| 1992-1993 | Ángeles sin paraíso          | Andrés Cifuentes                           |
| 1994      | Agujetas de color de rosa    | Luisito Dávila                             |
| 1995-2001 | Chiquititas                  | Felipe Mejía                               |
| 1996      | Mujer, casos de la vida real | Niño                                       |
| 2002-2003 | Rebelde Way                  | Manuel Aguirre                             |
| 2003      | Rincón de luz                | Él mismo junto al grupo Erreway            |
| 2004      | Floricienta                  | Miguel "Micky" Rojas Guerra                |
| 2005      | Doble vida                   | Pastor Saravia                             |
| 2005      | Amor mío                     | Ignacio "Nachito" Fuentes                  |
| 2006      | Mujeres asesinas 2           | Daniel "Ep13: Isabel, enfermera"           |
| 2006      | Mujeres asesinas 2           | Leo "Ep20: Carmen, honrada"                |
| 2007-2008 | Son de Fierro                | Luis "Lucho" Fierro                        |
| 2008-2009 | Por amor a vos               | Facundo Agüero                             |
| 2009      | Enseñame a vivir             | Cristóbal Amadeo Linares                   |
| 2011      | Atrapados                    | Román                                      |
| 2011-2012 | Herederos de una venganza    | Bernardo Berlanga                          |
| 2012-2013 | Sos mi hombre                | Máximo Duarte                              |
| 2013      | Inconsciente colectivo       | Álvaro Goldstein                           |
| 2013-2014 | Mis amigos de siempre        | Fidel Ríos                                 |
| 2017      | En viaje                     | Fito "Ep3: Amigos con derechos (torcidos)" |
| 2018      | Rizhoma Hotel                | Peter "Ep21: Pasión de hombres"            |
| 2018      | Encerrados                   | Juan Manuel "Ep13: Bonsái"                 |
| 2018-2019 | Mi hermano es un clon        | Luciano "Lucho"                            |
| 2019      | Millennials                  | Leonardo Heredia                           |
| 2021      | Días de gallos               | Timo                                       |
| 2021-2022 | La 1-5/18                    | Ricardo "Ricky" Parodi Ceballos            |

### Programas
| Año  | Título                         | Rol                                   | Notas        |
| ---- | ------------------------------ | ------------------------------------- | ------------ |
| 2012 | La vuelta al mundo             | Conductor                             |              |
| 2015 | Tu cara me suena 3             | Participante junto a Benjamín Rojas   | Subcampeones |
| 2019 | Showmatch: Súper Bailando 2019 | Participante junto a Stefanía Roitman | 1° eliminado |
| 2022 | Premios Produ Awards           | Conductor                             |              |

### Cine
| Año  | Título                           | País                                     | Personaje      | Director              |
| ---- | -------------------------------- | ---------------------------------------- | -------------- | --------------------- |
| 1995 | Cilantro y perejil               | Bandera de México                        | Carlitos       | Rafael Montero        |
| 1998 | El paje                          | Bandera de México                        | Nicolás        | Eduardo Soto Falcón   |
| 2001 | Chiquititas, rincón de luz       | Bandera de Argentina                     | Felipe         | José Luis Massa       |
| 2004 | Erreway: 4 caminos               | Bandera de Argentina                     | Manuel Aguirre | Ezequiel Crupnicoff   |
| 2006 | Cara de queso —mi primer ghetto— | Bandera de Argentina                     | Gustavo        | Ariel Winograd        |
| 2007 | Cañitas                          | Bandera de México                        | Emmanuel       | Julio César Estrada   |
| 2008 | Fantasma de Buenos Aires         | Bandera de Argentina                     |                | Guillermo Grillo      |
| 2009 | Carmilla                         | Bandera de Argentina                     |                |                       |
| 2009 | Marea de arena                   | Bandera de Argentina · Bandera de México | Sebastián      | Gustavo Montiel Pages |
| 2010 | Matar a Videla                   | Bandera de Argentina                     | Dante          | Nicolás Capelli       |
| 2011 | Solos en la ciudad               | Bandera de Argentina                     | Santiago       | Diego Corsini         |
| 2016 | Camaleones                       | Bandera de Argentina                     | Rodrigo        | Fabiola Rodríguez     |

## Teatro
| Año       | Título                               | Personaje         | País                 |
| --------- | ------------------------------------ | ----------------- | -------------------- |
| 1989      | Entre todos si se puede              |                   | Bandera de México    |
| 1991      | Momo                                 |                   | Bandera de México    |
| 1992      | Eduardo II                           |                   | Bandera de México    |
| 1992      | Los ladrones del tiempo              |                   | Bandera de México    |
| 1999-2001 | Chiquititas                          | Felipe Mejía      | Bandera de Argentina |
| 2002      | Rebelde Way                          | Manuel Aguirre    | Bandera de Argentina |
| 2003      | Erreway                              | Él mismo          | Bandera de Argentina |
| 2005      | El graduado                          | Benjamín Braddock | Bandera de Argentina |
| 2006      | No te preocupes ojos azules          | Kurt Cobain       | Bandera de Argentina |
| 2008      | Yepeto                               |                   | Bandera de Argentina |
| 2009      | El alivio                            |                   | Bandera de Argentina |
| 2010      | No confíes en mí                     | Marcos            | Bandera de Argentina |
| 2011-2012 | Noches de reyes                      | Sebastián         | Bandera de Argentina |
| 2012      | La mujer del domingo                 | Brian             | Bandera de Argentina |
| 2014      | La nota mágica                       |                   | Bandera de Argentina |
| 2014-2015 | Así es la vida                       |                   | Bandera de Argentina |
| 2016      | Cardenio                             | Cardenio          | Bandera de Argentina |
| 2017      | Stravaganza, sin reglas para el amor | Virgilo           | Bandera de Argentina |
| 2018      | Desesperados                         | Varios            | Bandera de Argentina |
| 2018-2019 | Los martes orquídeas                 | Cipriano          | Bandera de Argentina |
| 2019      | Madre coraje                         | Eilif             | Bandera de Argentina |
| 2019      | Camarera                             | Edu               | Bandera de Argentina |
| 2019      | No a la guita                        | Joven             | Bandera de Argentina |
| 2020-2022 | Sex, viví tu experiencia             | Él mismo          | Bandera de Argentina |
| 2020      | Pestañeame                           | Chino             | Bandera de Argentina |
| 2023      | Edmond                               | Edmond            | Bandera de Argentina |
| 2025      | Errewey: Juntos otra vez             | Él mismo          |                      |

## Discografía

### Bandas sonoras
- Chiquititas, vol. 5 (1999)
- Chiquititas, vol. 6 (2000)
- Chiquititas, la mejor música para celebrar la primavera (2000)
- Chiquititas, las nuevas canciones del teatro (2000)
- Chiquititas, vol. 7 (2001)
- Chiquititas: Rincón de luz (2001)

### Con Erreway
- Señales (2002)
- Tiempo (2003)
- Memoria (2004)
- El disco de Rebelde Way (2006) (editado solo en España)
- Erreway en Concierto (2006) (editado solo en España)

### Sencillos con La Miss Tijuana
- «Vuelvo» (2010)
- «Solo me salva amar» (2010)
- «Deja que llueva» (2011)
- «3 iguanas» (2011)

### Sencillos con Roco
- «Pasarán años» (2013)
- «Como baila la novia» (2013)
- «Gira» (2013)
- «Quien se ha tomado todo el vino» (2013)
- «Tornado» (2013)